# Prekompilacja nagłówków
Prekompilacja nagłówków - technika używana przez niektóre kompilatory C i C++, by zredukować czas kompilacji projektu. Polega ona na tym że nagłówek jest jednorazowo wstępnie kompilowany, a następnie dołączany do wielu modułów.
Prekompilacje obsługuje GCC (od wersji 3.4), Microsoft Visual Studio i C++Builder.